# کال شور (سبزوار)
کال شور سبزوار یکی از دو شاخهٔ اصلی کال شور خارتوران است که عمدتاً در استان خراسان رضوی در شرق ایران جریان دارد. این رودخانه از رشته‌کوه بینالود و کوه‌های کدکن سرچشمه می‌گیرد و پس از طی مسیر در جهت شرقی–غربی در شرق بیارجمند با کال شور جاجرم تلاقی می‌کند و کال شور خارتوران را شکل می‌دهد.

## مشخصات
کال شور سبزوار در بخشی از مسیر خود دائمی است. طول رودخانه ۳۱۵ کیلومتر و مساحت حوضهٔ آبریز آن ۲۱۳۴۳ کیلومتر مربع است. کال شور در بخشی از مسیر خود از منطقهٔ حفاظت‌شدهٔ پناهگاه حیات وحش شیراحمد می‌گذرد. آب این رودخانه در بخش بزرگی از مسیر خود، به دلیل گذر از سازندهای گچی و نمکی آلوده‌است و برای مصارف متداول قابل استفاده نیست.
متوسط دبی سالیانهٔ رودخانه، آنطور که در ایستگاه حسین‌آباد جنگل اندازه‌گیری شده، ۴۹ میلیون متر مکعب است.

## مسیر
سرشاخه‌های اصلی کال شور سبزوار از دو رشته‌کوه به سوی دشت نیشابور جریان می‌یابند. سرشاخه‌های شمالی و شرقی، از رشته‌کوه بینالود در بخش احمدآباد شهرستان مشهد و شهرستان زبرخان جاری می‌شوند. شاخه‌های جنوبی نیز از کوه کدکن در شمال شهرستان تربت حیدریه به سوی شمال جریان دارند. مهم‌ترین سرشاخهٔ جنوبی، کال قونک است که از کوه‌های جنوب فریمان سرچشمه می‌گیرد و پس از طی مسیر در جهت غربی و شمالی در نزدیکی شهر کهنه به شاخه‌های شمالی و شرقی می‌پیوندد. پس از آن، کال شور در جهت شرقی–غربی جریان می‌یابد. از جنوب نیشابور و سبزوار می‌گذرد و در حدفاصل داورزن و بیارجمند به کال شور جاجرم ملحق می‌شود.